# سال گربه (ترانه)
«سال گربه» (به انگلیسی: Year of the Cat) ترانه‌ای از اَل استیوارت خواننده/ترانه‌سرای اهل اسکاتلند است. این یکی از قطعه‌های آلبوم سال گربه بود که در سال ۱۹۷۶ در قالب تک‌آهنگی از آن آلبوم منتشر شد. «سال گربه» آهنگ امضای استیوارت به‌شمار می‌آید.
«سال گربه» داستان مردی را روایت می‌کند که به مراکش سفر می‌کند. زمانی که برای پیاده‌روی به بازار شهر می‌رود با زنی عجیب و اغواگر آشنا می‌شود که از او می‌خواهد با هم باشند. فردای آن‌روز مرد خیلی دیر از خواب بلند می‌شود و درمی‌یابد که از اتوبوسش جا مانده، بنابراین تصمیم می‌گیرد برای یک «سال گربه» ای با عشق جدیدش بماند.
استیورات ابتدا هیچ ایده‌ای برای انتشار ترانهٔ «سال گربه» در قالب تک‌آهنگ نداشت. نسخهٔ آماده شده برای آلبوم بیش از ۶ دقیقه زمان داشت و چون او هیچ موفقیتی برایش متصور نبود آن را در انتهای آلبوم قرار داده بود. با این‌حال با نظر شرکت ضبط، ترانه در قالب تک‌آهنگ هم منتشر شد و در ۸ چارت موسیقی جزو ۱۵ اثر پُرفروش روز شد. این قطعه که در ایالات متحده تا ردهٔ هشتم بیلبورد هات ۱۰۰ صعود کرد، با تهیه‌کنندگی آلن پارسونز در ابی رود استودیوز لندن ضبط شده‌است.

## ساخت و محتوا
استیوارت شعر اولیهٔ ترانه را در سال ۱۹۷۴، با نام «Foot Of The Stage» و با الهام از یکی از اجراهای تونی هانکوک که در سال ۱۹۶۶ در بورنموث دیده‌بود نوشت. هانکوک آن‌شب روی سِن از سرنوشتش شکایت کرد به تماشاگران گفت که می‌خواهد بمیرد، استیوارت حرف‌های او را جدی گرفت اما بقیهٔ تماشاگران چون فکر می‌کردند این بخشی از نمایش است به او خندیدند. هانکوک دو سال بعد خودکشی کرد و شرکت طرف قرارداد استیوارت هم موسیقی را پسندید اما به‌دلایلی مثل این‌که «در آمریکا کسی هانکوک را به‌یاد نمی‌آورد» شعر را رد کرد.
پس از آن استیوارت تلاش کرد روی همان موسیقی شعر دیگری بنویسد. شعر جدید «Horse of the Year» نام داشت و در آن به شاهدخت آن اشاره شده بود که سوار بر «اسب سال» می‌رود. شعر به‌همان صورت باقی ماند تا این‌که در یکی از روزهای سال ۱۹۷۵ ماریون (دوست دختر استیوارت) یک کتاب آسترولوژی ویتنامی را در صفحهٔ «Year of the Cat» روی میز آشپزخانه باز گذاشت. کلمه‌ها از عنوان شعر قبلی بهتر بودند و گذشته از آن کلمهٔ «of» را هم داشتند. استیوارت روی آهنگ‌های «of» دار باب دیلن مثل «Masters of War» و «Chimes of Freedom» وسواس داشت و معتقد بود که این حرف اضافه باعث می‌شود آنها «شگفت‌انگیز» به نظر برسند. او که صبح همان روز فیلم کازابلانکا با بازی همفری بوگارت را از تلویزیون دیده بود، فکر کرد که آهنگ باید در مورد چیزی عجیب و غریب باشد که در سال گربه اتفاق می‌افتد: «در یک صبح از یک فیلم بوگارت، در کشوری که زمان را به عقب برمی‌گردانند/ تو مثل پیتر لوره در حال فکر کردن به یک جنایت، میان جمعیت قدم می‌زنی…»
ریف پیانویی که در «سال گربه» شنیده می‌شود چیزی است که پیتر وود (پیانیست) برای گرم‌کردن پیش از اجرا، در تور مشترک‌شان با لیندا رانستد در ایالت‌های جنوبی ایالات متحدهٔ آمریکا می‌نواخت. زمانی که استیوارت به وود پیشنهاد داد روی آن شعری بگذارد و ترانه‌ای بسازند، وود مخالفت کرد چون ترجیح می‌داد که آهنگ به همان صورت سازی باقی بماند؛ بنابراین استیوارت برای جلب نظر او ریف پیانو را دست نخورده در مقدمهٔ «سال گربه» آورد و روی بقیهٔ آهنگ شعر گذاشت.
در میانهٔ قطعه یک بخش بلند اینسترومنتال وجود دارد که ناگهانی اما ماهرانه به موتیف‌های مختلف بین ارکستر، لید گیتار و ساکسوفون تبدیل می‌شود. اضافه‌کردن بخش سازهای زهی ایدهٔ آلن پارسونز بود و هم او بود که در آخرین لحظه پیشنهاد داد تک‌نوازی ساکسوفون به ترانه اضافه شود. سولوی گیتار آکوستیک و الکتریک را تیم رنویک نواخته و فیل کنزی تک‌نوازی ساکسوفون را اجرا کرده‌است.
در سال ۲۰۲۱ و پس از بازنشر آلبوم سال گربه در چهل و پنجمین سالگردش استیوارت در مصاحبه‌ای گفت: «نمی‌دانم که ماریون اگر ترانه را شنیده آن را به کتاب آسترولوژی‌اش ربط داده یا نه. زمانی که ترانه منتشر شد ما از هم جدا شده بودیم. او با یک فرانسوی ازدواج کرد و به بوردو رفت. به نظر می‌رسد او تجربهٔ «سال گربه» را داشته‌است.]

## موقعیت در جدول‌های فروش موسیقی

### جدول‌های هفتگی
| چارت (۱۹۷۶–۱۹۷۷)                         | جایگاه |
| ---------------------------------------- | ------ |
| کنت میوزیک ریپورت استرالیا               | ۱۳     |
| جدول ترانه‌های رقص ایتالیا                | ۱۵     |
| اولتراتاپ بلژیک (فلاندرز)                | ۹      |
| اولتراتاپ بلژیک (والونیا)                | ۱۸     |
| تک‌آهنگ‌های برتر مجلهٔ آرپی‌ام کانادا        | ۳      |
| تک‌آهنگ‌های معاصر بزرگسال مجلهٔ آرپی‌ام      | ۶      |
| ۱۰۰ تک‌آهنگ برتر هلند                     | ۶      |
| انجمن صنعت ضبط نیوزیلند                  | ۱۵     |
| آفیشال چارتس بریتانیا                    | ۳۱     |
| بیلبورد هات ۱۰۰ مجلهٔ بیلبورد             | ۸      |
| تاپ ۱۰۰ مجلهٔ کرش‌باکس ایالات متحدهٔ آمریکا | ۴      |
| جدول معاصر بزرگسال مجلهٔ بیلبورد          | ۸      |

### جدول‌های پایان سال
| چارت (۱۹۷۷)                         | بالاترین جایگاه |
| ----------------------------------- | --------------- |
| استرالیا                            | ۸۲              |
| کانادا                              | ۴۲              |
| بیلبورد هات ۱۰۰ ایالات متحدهٔ آمریکا | ۹۲              |

## نظر منتقدان
استیون توماس ارلواین از آل‌میوزیک «سال گربه» را فراموش‌نشدنی توصیف کرده و استیوارت میسن از همان وب‌سایت، ترانه را یک تجربهٔ شنیداری واقعاً شگفت‌انگیز و از برجسته‌ترین آثاری دانسته که آلن پارسونز تهیه‌کننده‌اش بوده‌است.
به باور مایکل هیتلی از ریکورد کالکتر اگر شعر «سال گربه» در مورد یک کمدین ناشناخته در ایالات متحده باقی مانده‌بود، موفقیتش در آن کشور دور از ذهن به‌نظر می‌رسید. او ترانه را «رادیو پسند» توصیف کرده‌است.

## قطعه‌های تک‌آهنگ
نسخهٔ ۷ اینچی بریتانیا (آرسی‌اِی رکوردز - RCA 2771)
- روی صفحه: «سال گربه» - ۳:۲۳
- پشت صفحه: «هتل برادوی» - ۳:۵۵

نسخهٔ ۷ اینچی ایالات متحده (ژانوس رکوردز - J-266)
- روی صفحه: «سال گربه» (مونو) - ۴:۳۲
- پشت صفحه: «سال گربه» (استریو) - ۴:۳۲

## افراد مشارکت‌کننده
- اَل استیوارت: آواز، گیتار، کیبورد
- جورج فورد: گیتار بیس
- پیتر وایت: گیتار ریتم
- تیم رنویک: لید گیتار آکوستیک و الکتریک
- فیل کنزی: ساکسوفون
- استوارت الیوت: درامز